# Elphos pallida
Elphos pallida là một loài bướm đêm trong họ Geometridae.